# Casa memorială „Nicu Enea”
Casa memorială „Nicu Enea” este un muzeu județean din Bacău, deschis în casa în care a trăit și a lucrat pictorul băcăuan Nicu Enea (1897 - 1960). Amplasată în str. Nicu Enea nr. 31, casa a fost donată în acest scop de soția pictorului.

## Istoria
Clădirea în care se află expoziția memorială Nicu Enea a fost construită în anul 1926, proprietar fiind Gheorghe Paloșanu, tatăl Elvirei Enea. În această casă, soții Elvira și Nicu Enea au trăit în perioada 1929–1960, informație inscripționată și pe plăcuța de pe fațada casei, care o atestă ca obiectiv de patrimoniu. În noiembrie 1968, Elvira Enea a făcut o ofertă de donație care cuprindea imobilul, terenul aferent, 130 de lucrări de pictură, 210 lucrări de grafică, mobilier și obiecte care au aparținut pictorului Nicu Enea, donație acceptată de Comitetul Județean de Cultură în luna mai 1969. După amenajarea casei, în luna decembrie 1970, aceasta se deschide pentru public, Elvira Enea îndeplinind funcția de custode, Ultima dată ea a fost renovată și redeschisă publicului pe 27 mai 2005.
Clădirea este declarată monument istoric, având codul BC-IV-m-B-00931.

## Exponate
Colecția cuprinde obiecte personale, fotografii, corespondență și foarte multe lucrări de pictură și grafică semnate de Nicu Enea. Expoziția prezintă o parte importantă a operei pictorului băcăuan, elev al lui Camil Ressu, precum și realizări ale pictorilor Jean Al. Steriadi, Nicolae Tonitza și alții.